# Hugo I van Ponthieu
Hugo I van Ponthieu (± 955 – 4 juli 1000) was graaf van Abbeville en Montreuil-sur-Mer, waardoor hij beschouwd wordt als de grondlegger van het graafschap Ponthieu.

## Levensloop
Hugo's vader, Rogier van Montreuil, stierf toen hij klein was. Bij zijn meerderjarigheid beleende de koning hem met de erfenis: Abbeville, de abdij van Saint-Riquier en de abdij van Forest-Montiers. Het belangrijkste onderdeel, de havenstad Montreuil, werd echter sinds 948 bezet door de graaf van Vlaanderen.
Hugo trouwde met Gisela, een dochter van Hugo Capet. Hugo greep dit huwelijk aan om Montreuil te veroveren en aan zijn schoonzoon te schenken (981). Boudewijn IV van Vlaanderen stond de stad formeel af bij het tweede huwelijk van zijn moeder, Suzanna van Italië (988). Het herenigde Abbeville-Montreuil ging later bekendstaan als het "graafschap Ponthieu".
Van Hugo en Gisela zijn twee kinderen bekend:
- Engelram I van Ponthieu
- Gwijde, abt van Saint-Riquier